# Zbigniew Chmielewski
Zbigniew Chmielewski (ur. 1 grudnia 1926 w Słonimie, zm. 25 lutego 2009 w Łodzi) – polski reżyser i scenarzysta filmowy.

## Życiorys
Więzień łagrów NKWD, jako nastolatek przebywał w Norylsku w Krasnojarskim Kraju. Od 1951 roku należał do PZPR. W 1956 roku ukończył studia reżyserskie w Państwowej Wyższej Szkole Filmowej w Łodzi.

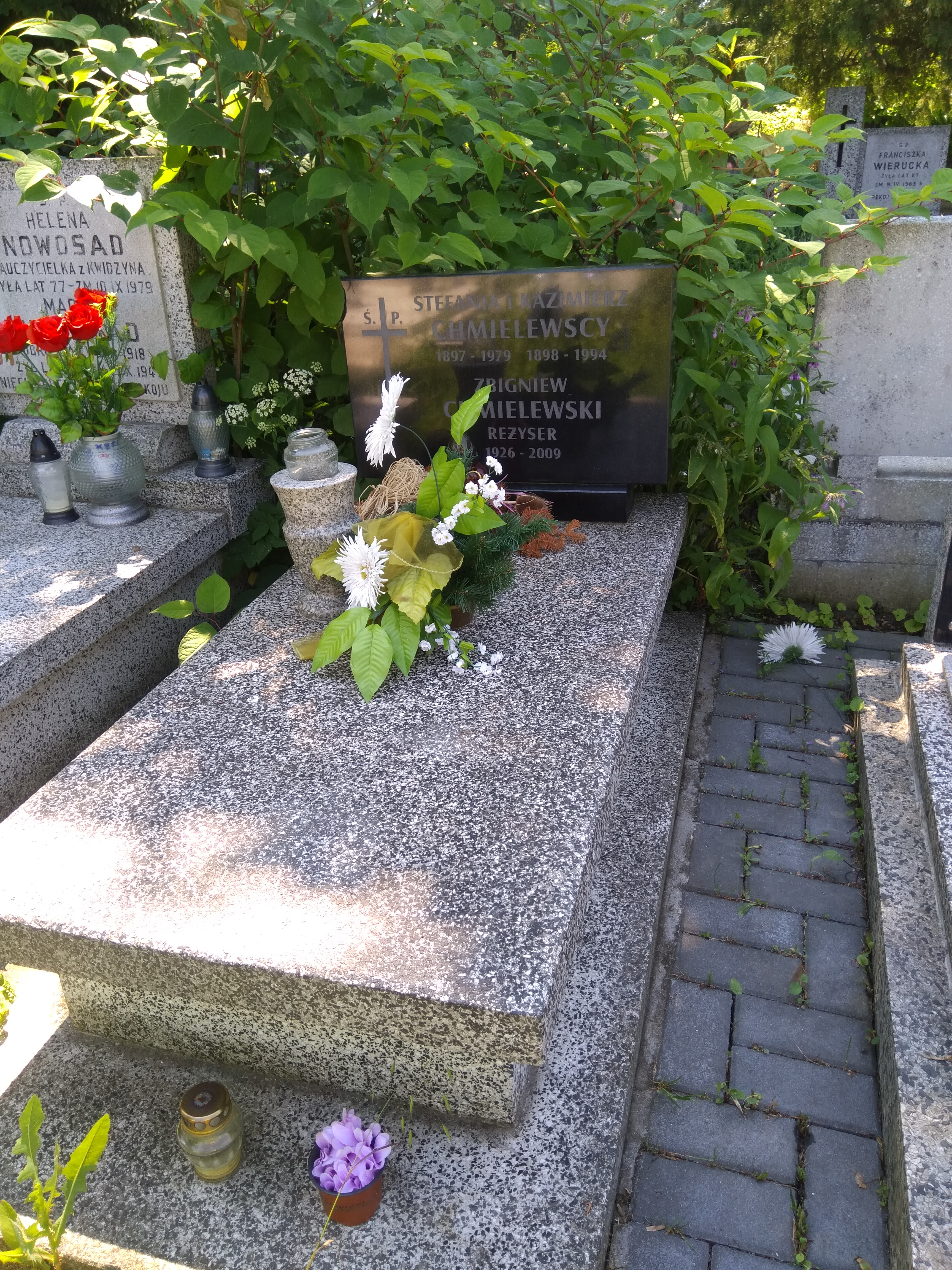
Grób reżysera Zbigniewa Chmielewskiego na Starym Cmentarzu w Łodzi

Został pochowany w części rzymskokatolickiej na Starym Cmentarzu w Łodzi.

## Rodzina
Rodzice
- Kazimierz Chmielewski (1898, Zagórz – 1994, Warszawa) – profesor chemii, sybirak,
- Stefania Kuszenin (1897, Stryj – 1979, Łódź) – nauczycielka.

Rodzeństwo:
- Zofia Chmielewska – Cegieła (1930) – lekarz pediatra,

Rodzeństwo cioteczne:
- Ryszard Jan Harajda (1921, Stryj – 1999, Zielona Góra) – nauczyciel, pedagog, działacz PTTK,
- Roman Harajda (1928, Brzuchowice koło Lwowa – 1996, Kielce) – artysta, malarz, pedagog,
- Alina Baranowska (1936) – tancerka Opery Łódzkiej.

Żona: Jadwiga Jarmakowska
Dzieci: Marta i Krzysztof

## Filmografia

### Reżyseria
- Piękny był pogrzeb, ludzie płakali + scenariusz (1967)
- Tabliczka marzenia (1968)
- Twarz anioła (1970)
- Ogłoszenie matrymonialne + scenariusz (1972)
- Profesor na drodze + scenariusz (1973)
- Dyrektorzy (1975; serial telewizyjny)
- Daleko od szosy + scenariusz (1976; serial telewizyjny)
- Ślad na ziemi (1978; serial telewizyjny)
- Operacja Himmler (1979)
- Blisko, coraz bliżej (1982-1986; serial telewizyjny)
- Rodzina Kanderów (1988; serial telewizyjny)

### Współpraca
- 1958
  - Baza ludzi umarłych reż. Czesław Petelski – współpraca reżyserska
  - Historia jednego myśliwca reż. Hubert Drapella – współpraca reżyserska,
  - Krzyż Walecznych reż. Kazimierz Kutz – drugi reżyser,
- 1960 Nikt nie woła reż. Kazimierz Kutz – drugi reżyser,
- 1961
  - Ludzie z pociągu reż. Kazimierz Kutz – drugi reżyser,
  - Zaduszki reż. Tadeusz Konwicki – drugi reżyser,
- 1962 Czerwone berety reż. Paweł Komorowski – drugi reżyser,
- 1963 Milczenie reż. Kazimierz Kutz – drugi reżyser,
- 1964
  - Obok prawdy reż. Janusz Weychert – drugi reżyser,
  - Upał reż. Kazimierz Kutz – drugi reżyser,
- 1966 Cierpkie głogi reż. Janusz Weychert – drugi reżyser,

## Nagrody
- 1984 – Blisko coraz bliżej – Złoty Ekran (przyznawany przez pismo "Ekran") za rok 1983
- 1980 – Operacja Himmler – Nagroda Ministra Obrony Narodowej II stopnia;
- 1979 – Ślad na ziemi
  - Olsztyn (Festiwal Polskiej Twórczości Telewizyjnej) Grand Prix; zespołowo
  - Nagroda Przewodniczącego Komitetu ds. Radia i Telewizji za całokształt pracy reżyserskiej w TVP, ze szczególnym uwzględnieniem filmu...
- 1977
  - Dyrektorzy – Olsztyn (Festiwal Polskiej Twórczości Telewizyjnej) Grand Prix
  - Daleko od szosy –  Nagroda Przewodniczącego Komitetu ds. Radia i Telewizji
- 1976 – Dyrektorzy
  - Złoty Ekran (przyznawany przez pismo "Ekran") w kategorii: telewizyjny film fabularny
  - Nagroda Przewodniczącego Komitetu ds. Radia i Telewizji; zespołowo
  - Nagroda Państwowa II stopnia; zespołowo
- 1975
  - Profesor na drodze – Medal Komisji Edukacji Narodowej (przyznawany przez Ministerstwo Oświaty i Wychowania)
  - Dyrektorzy – Kowadło (Nagroda Krakowskiego Stowarzyszenia Twórców i Działaczy Kultury "Kuźnica")
  - Profesor na drodze – Hollywood (ŚFFTv) nagroda dla filmu dramatycznego
- 1974 – Profesor na drodze – Gdynia (do 1986 Gdańsk) (Festiwal Polskich Filmów Fabularnych) nagroda za scenariusz w kategorii filmu telewizyjnego
- 1973 – Profesor na drodze – Nagroda Przewodniczącego Komitetu ds. Radia i Telewizji